# 法泰赫甘杰普尔维
法泰赫甘杰普尔维（Fatehganj Purvi），是印度北方邦Bareilly县的一个城镇。总人口7706（2001年）。

## 人口
该地2001年总人口7706人，其中男性4146人，女性3560人；0—6岁人口1401人，其中男741人，女660人；识字率42.51%，其中男性为49.45%，女性为34.44%。